# Raïsa Schoon
Raïsa Schoon (Gorcum, 3 de octubre de 2001) es una deportista neerlandesa que compite en voleibol, en la modalidad de playa. Ganó dos medallas en el Campeonato Europeo de Vóley Playa, en los años 2021 y 2022.

## Palmarés internacional
| Campeonato Europeo | Campeonato Europeo | Campeonato Europeo | Campeonato Europeo |
| Año                | Lugar              | Medalla            | Pareja             |
| ------------------ | ------------------ | ------------------ | ------------------ |
| 2021               | Viena (Austria)    | Medalla de plata   | Katja Stam         |
| 2022               | Múnich (Alemania)  | Medalla de bronce  | Katja Stam         |